# Seán McDonagh
Seán McDonagh (* 1982 in Hamburg) ist ein irischer Schauspieler, der hauptsächlich in Deutschland arbeitet.

## Leben
Seán McDonagh, in Deutschland geboren, wuchs zweisprachig mit Deutsch und Englisch als Muttersprache auf.
Er studierte von 2003 bis 2007 Schauspiel an der Hochschule für Musik und Theater in Hamburg. Während des Studiums hatte er bereits erste Theaterengagements. Er spielte u. a. auf Kampnagel (2004), am Thalia Theater (2005), am „Thalia in der Gaußstraße“ (2005/2006), in den Zeisehallen (2005), am Deutschen Schauspielhaus Hamburg (2005) und am „Jungen Schauspielhaus Hamburg“ (2006).
Nach seinem Studium war er von 2007 bis 2009 am Staatsschauspiel Dresden engagiert, wo er u. a. den Haimon in Yael Ronens Antigone-Inszenierung spielte. 2009 gastierte er als Scipio in Jette Steckels Caligula-Inszenierung am Deutschen Theater Berlin.
Von 2009 bis 2013 war er festes Ensemblemitglied am Schauspielhaus Zürich. Dort spielte er u. a. den  Gregor Samsa in Die Verwandlung (2010, Regie: Nina Mattenklotz), den Sohn Biff Loman in Tod eines Handlungsreisenden (2010, Regie: Stefan Pucher) und den Major Snyder in Die heilige Johanna der Schlachthöfe (2012, Regie: Sebastian Baumgarten). In Zürich wirkte er außerdem in Inszenierungen von Barbara Frey, Sebastian Nübling, Hannes Weiler, Lars-Ole Walburg und Daniela Löffler mit.
Seit der Spielzeit 2013/14 ist er festes Ensemblemitglied am Schauspiel Köln. In der Spielzeit 2013/14 war er dort der „diabolische Playboy und Kreativitäts-Aussteiger“ Francisco D’Anconia in der Uraufführung des Theaterstücks Der Streik nach Ayn Rands Bestseller-Roman aus dem Jahr 1957. Am Schauspiel Köln trat er außerdem als Wiedergänger in Helenes Fahrt in den Himmel (2014, Text und Regie: Jens Albinus), in den Rollen Mutter/Havlitschek/der Conferencier in Geschichten aus dem Wiener Wald (2015, Regie: Stefan Bachmann), als Virgil in Die göttliche Komödie (2015, Regie: Sebastian Baumgarten) und als Dmitry Nikitsch Kossych in Iwanow (2016, Regie: Robert Borgmann) auf.
In der Spielzeit 2016/17 verkörperte er, wie zuvor in Zürich, am Schauspiel Köln erneut den Biff Loman; diesmal in einer Inszenierung von Rafael Sanchez. Außerdem sprach er die Texte des Journalisten Doğan Akhanlı im Stück Istanbul von Nuran David Calis, der bei dieser Uraufführung auch Regie führte. In der Spielzeit 2017/18 übernahm er die Titelrolle in der Woyzeck-Inszenierung der schwedischen Regisseurin Therese Willstedt. Zur Spielzeit 2024/25 wechselte McDonagh als festes Ensemblemitglied zum Wiener Burgtheater.
McDonagh wirkte auch in einigen internationalen Kinoproduktion mit. Er steht außerdem regelmäßig für deutsche TV-Produktionen vor der Kamera. In der ZDF-Krimireihe Das Duo spielte er in dem Film Das Duo: Verkauft und verraten (Erstausstrahlung: August 2008), an der Seite von Paula Kalenberg, den Schwiegersohn Max Hammersen. Er hatte Episodenrollen u. a. in den Fernsehserien Post Mortem – Beweise sind unsterblich (2008, als Prof. Dr. Mark Neumann), Küstenwache (2010, als Tobias Matani), Heldt (2015, als Aussteiger Jan, der in einer Kleingartenkolonie lebt) und SOKO Köln (2017, als verzweifelter Selbstmörder Erik Zander). 
In der 5. Staffel der ZDF-Serie Bettys Diagnose (2018) hatte er eine Episodennebenrolle als Ehemann einer Patientin. In der 2. Staffel der Fernsehserie Meuchelbeck (2019) übernahm er eine Episodenhauptrolle als Verbrecher René. In der 6. Staffel der TV-Serie In aller Freundschaft – Die jungen Ärzte (2020) spielte McDonagh eine der Episodenhauptrollen als Patient mit systemischer Sklerose und Raynaud-Syndrom.
Seit der 9. Staffel (2023) spielt Seán McDonagh in der ZDF-Fernsehreihe Lena Lorenz den Naturfotografen Rob Manzini, der in der 10. Staffel der neue Lebenspartner der Titelfigur wird.
McDonagh, der regelmäßig Lesungen gibt und als Rezitator hervortritt, ist außerdem als Dozent für Szenenstudium an der Kölner Schauspielschule der Keller tätig. Er lebt in Köln.

## Filmografie (Auswahl)
- 2007: Doppelter Einsatz: Nackte Angst (Fernsehserie, eine Folge)
- 2008: Post Mortem – Beweise sind unsterblich: Tödliche Wolke Nackte Angst (Fernsehserie, eine Folge)
- 2008: Das Duo: Verkauft und verraten (Fernsehreihe)
- 2009: Die Gräfin (The Countess, Kinofilm)
- 2010: Küstenwache: Gefährliche Liebschaft (Fernsehserie, eine Folge)
- 2014: Die Wolken von Sils Maria (Clouds of Sils Maria, Kinofilm)
- 2015: Heldt: Heckenschützen (Fernsehserie, eine Folge)
- 2016: Hotel Heidelberg: Tag für Tag
- 2017, 2022: SOKO Köln: Die Freundin meiner Frau, Der Wachtelkönig (Fernsehserie, zwei Folgen)
- 2018: Bettys Diagnose: Nur ein Spiel (Fernsehserie, eine Folge)
- 2019: Meuchelbeck: Der Feind in deinem Bett (Fernsehserie, eine Folge)
- 2020: Tatort: Kein Mitleid, keine Gnade (Fernsehreihe)
- 2020: In aller Freundschaft – Die jungen Ärzte: Wahrheiten (Fernsehserie, eine Folge)
- 2022: Klara Sonntag: Liebe macht blind (Fernsehreihe)
- seit 2023: Lena Lorenz (Fernsehreihe, insg. 17 Folgen)